# Príncipe (Roma Antiga)

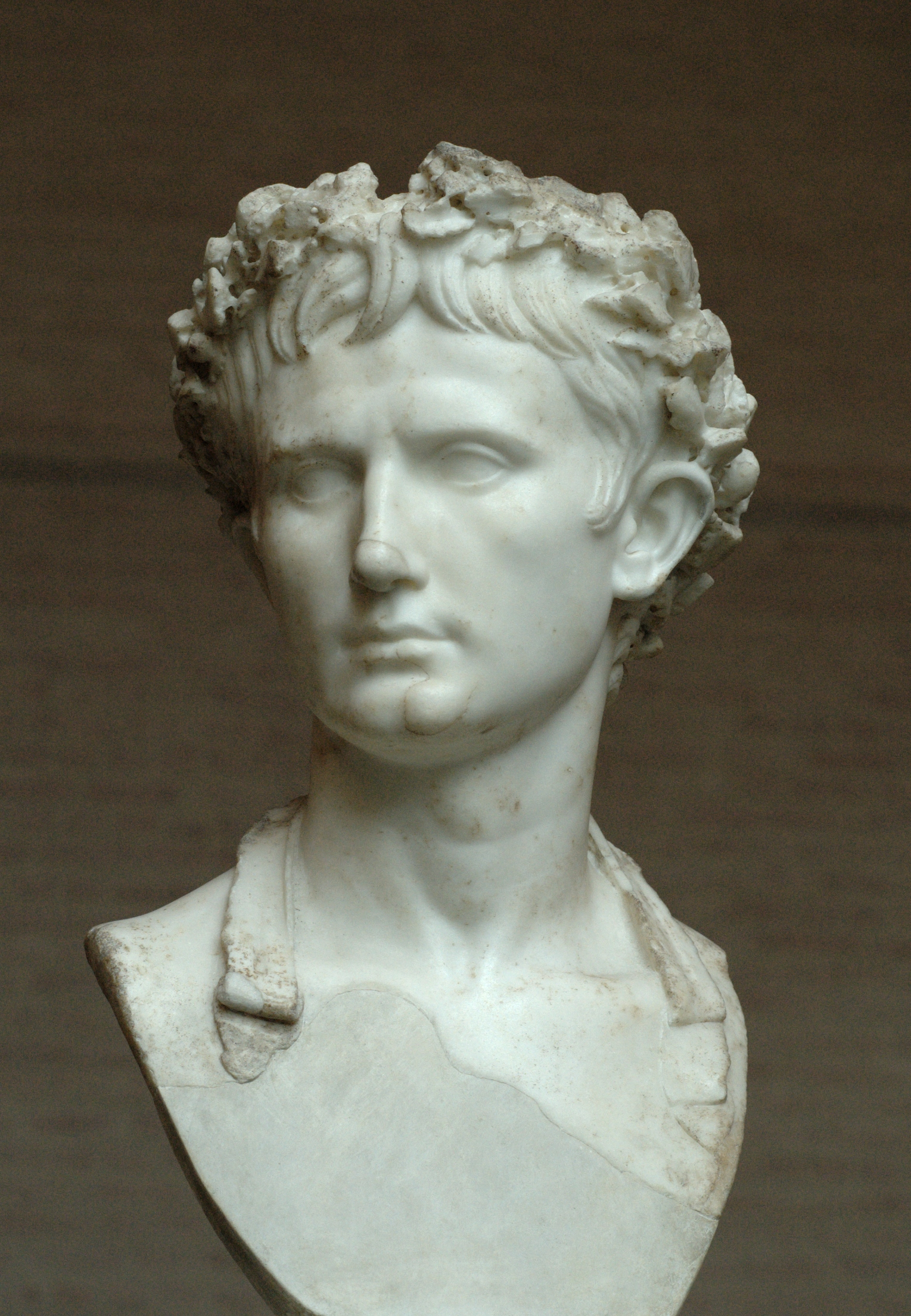
Busto de Augusto com a coroa cívica. Gliptoteca de Munique

Príncipe (em latim: Princeps; plural: principes) é um termo de origem latina que significa "o primeiro no tempo ou no fim, o primeiro, chefe, o mais eminente, distinguido ou nobre, o primeiro homem, primeira pessoa". Etimologicamente proveniente da frase latina primum caput, "a primeira cabeça", originalmente significou o mais antigo ou mais distinto senador cujo nome aparece primeiro na lista senatorial (príncipe do senado). No reinado de Augusto (r. 27 a.C.–14 d.C.) passou a ser usado pelo imperador como título quase real para um líder que era o primeiro encarregado. Continuou em uso até o reinado de Diocleciano (r. 285–305) quando caiu em desuso, sendo substituído por domino ("senhor" ou "mestre").
Durante a República e Império Romano, o título foi derivado e passou a ser atribuído a oficiais militares e administrativos: príncipe anterior (princeps prior; também centurio princeps prior), o comandante sênior do segundo manípulo (duas centúrias), e o príncipe posterior (princeps posterior; também centurio princeps posterior), seu vice-comandante; príncipe dos pretorianos, centurião (geralmente o príncipe posterior) comandante da base militar ou forte e responsável pelo treinamento dos legionários; príncipe dos ofícios (princeps officii), o chefe de um ofício palatino (residência imperial); príncipe dos peregrinos (princeps peregrinorum), centurião pelas tropas do acampamento dos peregrinos (não-itálicas); príncipe do povo (princeps gentis), talvez equivalente ao príncipe dos peregrinos; príncipe ordinário do vexilácio (Princeps ordinarius vexillationis), centurião no comando dum vexilácio. Ele também foi usado para distinguir alguns oficiais seniores, como no caso do decurião príncipe (decurio princeps).